# Aktion Zivilcourage
Aktion Zivilcourage (gleichbedeutend: Netzwerk gegen Gewalt) ist eine Bezeichnung, unter der sich in Deutschland und Österreich auf lokaler Ebene Menschen und Organisationen als Soziale Bewegung zu einem Bündnis zusammenschließen.

## Strukturen
Es existiert keine zentrale nationale Organisation. Bündnisse, die sich Aktion Zivilcourage nennen, sind zumeist lose Zusammenschlüsse auf lokaler oder regionaler Ebene. Die gemeinsame Idee besteht darin, als Bestandteil der Zivilgesellschaft offen und entschlossen gegen gewalttätige Übergriffe vorzugehen und diese möglichst bereits im Ansatz zu verhindern.
Um dieses Ziel zu befördern, organisieren die Bündnisse gemeinsame soziale und kulturelle Projekte (z. B. Befriedete Schulen oder Jugendzentren, Bandwettbewerbe etc.) Bekannte praktische Mittel sind auch der Einsatz von Aufklebern an  Haus- und Geschäftstüren, die diese öffentlich im Notfall als Fluchtpunkt für Menschen, die Gewalt ausgesetzt sind, ausweisen. Eine weitere Maßnahme sind Telefonketten, mit denen in kurzer Zeit Menschen mobilisiert werden können, wenn z. B. auf Asylbewerberunterkünfte ausländerfeindliche Übergriffe drohen.
Die lokalen Bündnisse können sehr unterschiedlich organisiert sein. In einigen Städten sind es nur lose Netzwerke bestehender Organisationen. An anderen Orten bilden sich sogar formale Vereine. Abhängig von den Hauptträgern können diese Bündnisse unterschiedlichen politischen Charakter annehmen. Teilweise handelt es sich um Bündnisse antifaschistischer Gruppen, teilweise um vom Verfassungsschutz beobachtete linksextremistische Gruppen, teilweise unterstützen Stadt- oder Gemeinderäte diese Bündnisse ganz offiziell. Inzwischen wird die Förderung von Netzwerken gegen Gewalt unter dem Motto Aktion Zivilcourage auch durch Innenministerien und Polizei als allgemeine Präventionsarbeit gefördert.
Ein erstes Auftreten derartiger Bündnisse bildete sich in den 80er Jahren im damaligen Westdeutschland, als es zu vermehrten rechtsextremistischen Übergriffen gegen Ausländer kam. In Österreich fanden sich aus Protest gegen die Regierungsbeteiligung der FPÖ viele lokale Bündnisse unter der Bezeichnung Aktion Zivilcourage zusammen.
Vergleichbare Organisationsformen finden sich im Bereich der Lokalen Agenda 21.

### Beispiele
- Ein bekannteres Beispiel in Deutschland ist die Aktion Zivilcourage e.V. aus Pirna in der Sächsischen Schweiz, welche angesichts der  Ergebnisse der Europawahlen 1999 gegründet wurde und unter anderen vom Bundesprogramm Civitas, der Stadt Pirna sowie von zahlreichen großen Stiftungen gefördert wird.
- In Passau bildete sich 1998 die Passauer Aktion Zivilcourage aus Protest gegen eine Tagung der rechtsextremistischen Partei NPD. Diese hatte das Ziel, durch gewaltfreie Blockaden den Teilnehmern der NPD-Tagung erstens die Anreise nach Passau und zweitens den Zutritt zum Tagungsort Nibelungenhalle zu verwehren. Einen entsprechenden Aufruf unterzeichneten so unterschiedliche Personen wie die Kabarettisten Bruno Jonas und Sigi Zimmerschied, verschiedene Stadtratsmitglieder, Gewerkschaftssekretäre, Gastwirte, Schüler und Kirchenvertreter, der kirchliche Generalvikar, der Leiter der Passauer Stadtwerke und der Geschäftsführer des Schlachthofes.
- Ein Beispiel neueren Datums ist das Projekt Zivilcourage der Zugerland Verkehrsbetriebe, einer Unternehmung für öffentlichen Personen-Nahverkehr in der Schweizer Stadt Zug. Die Verkehrsbetriebe haben sich Zivilcourage auf die Fahne geschrieben, werben dafür mit großen Plakataktionen, fordern Fahrgäste und Fahrpersonal auf, sich gemeinsam gegen Vandalismus, Gewalt und unflätiges Verhalten zur Wehr zu setzen. Die eigenen Mitarbeitenden werden – obligatorisch – zu diesem Thema ausgebildet und unterstützt.